# 江北区 (寧波市)
江北区（こうほく-く）は中華人民共和国浙江省寧波市の管轄下にある市轄区。

## 行政区画
- 街道：外灘街道、孔浦街道、文教街道、甬江街道、荘橋街道、洪塘街道、前江街道
- 鎮：慈城鎮